# Distenia cinctipennis
Distenia cinctipennis är en skalbaggsart som beskrevs av Pierre Émile Gounelle 1911. Distenia cinctipennis ingår i släktet Distenia och familjen långhorningar. Inga underarter finns listade i Catalogue of Life.